# Marian Piechal

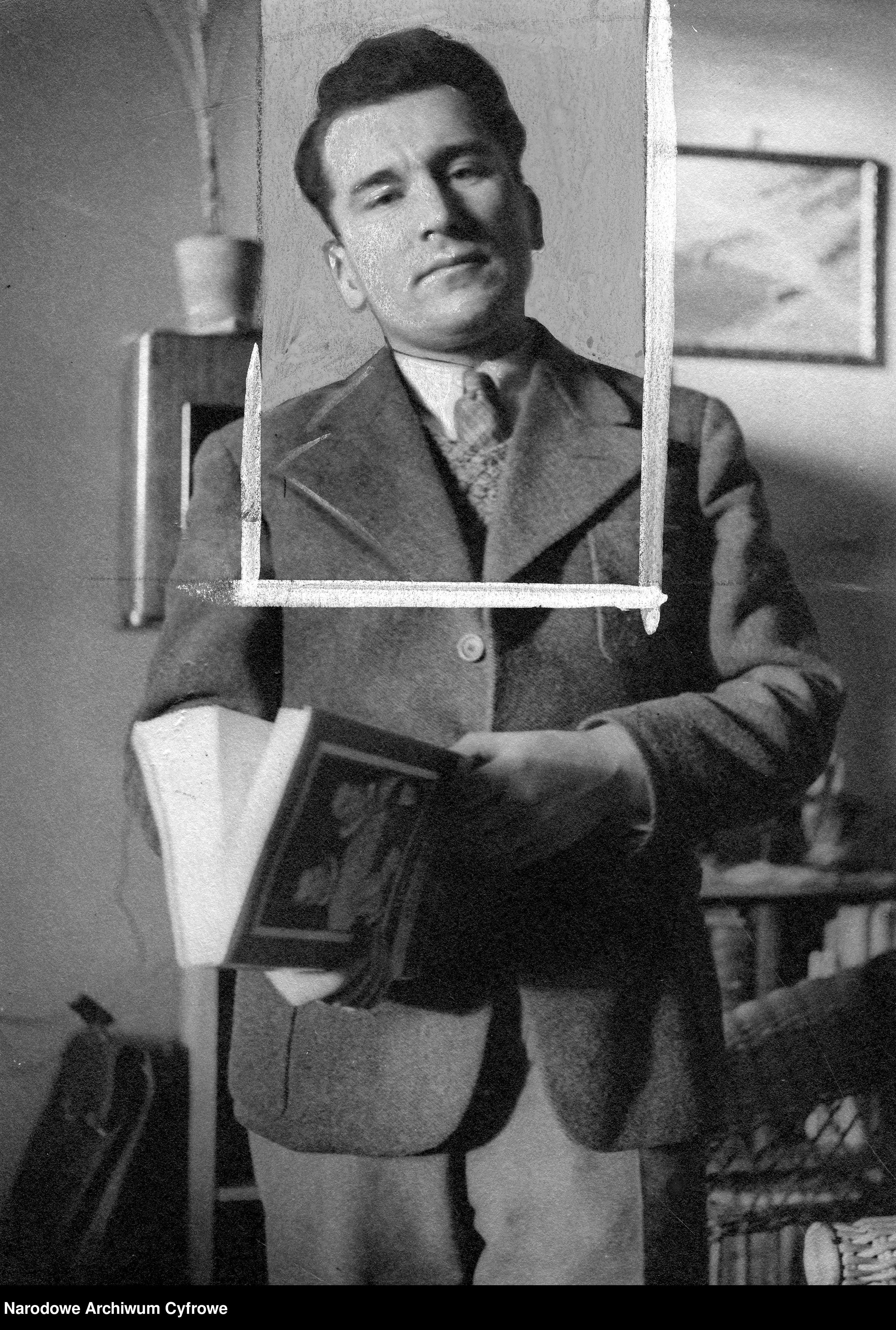
Porträt um 1935

Marian Piechal (* 1905 in Łódź, Weichselland (Russland); † 1989 in Warschau, Volksrepublik Polen) war ein polnischer Dichter, Essayist, Kinderbuchautor und Übersetzer der Zeit des Zweiten Weltkriegs sowie Soldat.

## Leben
Flukowski studierte Polonistik an der Universität Warschau und trat der Literatengruppe Meteor bei. Hier publizierte er unter dem Pseudonym Wiesław Drzewicz. Ab 1929 war er Mitglied der Gruppe Kwadryga. Beim deutschen Überfall auf Polen kämpfte er im Rang eines Offiziers und geriet in deutsche Kriegsgefangenschaft. Er wurde in dem Lager Stalag XI A interniert. Von dort wurde er zur Zwangsarbeit verlegt, aus der ihm die Flucht gelang. Von 1940 bis 1945 versteckte er sich im Landgut Pławowice bei Miechów. Im Untergrund engagierte er sich literarisch und trat der Polnischen Heimatarmee bei. Nach dem Krieg wurde er Redakteur der Zeitung Kronika und Leiter der Lodscher Abteilung des Verbands der Polnischen Literaten. Er arbeitete auch mit den Zeitschriften Dziennik Łódzki, Nowiny Literackie, Odrodzenie, Wieś, Nowa Kultura und Odgłosy zusammen. 1946 trat er der Polnischen Sozialistischen Partei und 1948 der Polnischen Vereinigten Arbeiterpartei bei. Von 1966 bis 1969 war er literarischer Leiter des Stefan-Jaracz-Theaters in Łódź. 1969 ging er nach Warschau, wo er mit den Zeitschriften Poezja und Miesięcznik Literacki zusammenarbeitete. Daneben verlegte bzw. übersetzte er auch die Lyrik von Charles Baudelaire, Mikołaj Rej, Artur Oppman, Edward Słoński, Wacław Rolicz-Lieder,  Andrzej Niemojewski, Władysław Broniewski und Cyprian Kamil Norwid. Daneben übersetzte er Lew Nikolajewitsch Tolstoi, Walentin Petrowitsch Katajew, Michail Jurjewitsch Lermontow sowie Carl Orff. Er veröffentlichte drei Kinderbücher. Bis ins hohe Alter blieb er aktiv und publizierte sein letztes Werk ein Jahr vor seinem Tod. Er wurde auf dem Sankt-Anna-Friedhof in Łódź beigesetzt.